# إيفان ديتشكو
إيفان ديتشكو (مواليد 11 أغسطس 1990) هو ملاكم كازاخستاني، مثّل بلاده في الألعاب الأولمبية الصيفية في دورتي 2012 و2016.

## روابط خارجية
إيفان ديتشكو على موقع بوكس ريك (الإنجليزية) (registration required)
- إيفان ديتشكو على موقع اللجنة الأولمبية الدولية (الإنجليزية)
- إيفان ديتشكو على موقع أوليمبيديا (الإنجليزية)